# سیارک ۲۹۸۲۴
سیارک ۲۹۸۲۴ (به انگلیسی: 29824 Kalmancok، نامگذاری:1999DU3) بیست و نه هزار و هشتصد و بیست و چهارمین سیارک کشف شده‌است که در ۲۳ فوریه ۱۹۹۹ کشف شد.